# Koshigaya

Koshigaya (越谷市 Koshigaya-shi?) este un municipiu din Japonia, prefectura Saitama.